# 女と愛とミステリー
『女と愛とミステリー』（おんなとあいとミステリー）は、テレビ東京・BSジャパンの共同制作で、2001年1月から2005年3月まで放送されていた長時間ドラマ番組。全編ハイビジョン(16:9)制作(地上波では4:3の標準画質に変換)・字幕放送対応(地上波・BS)。テレビ東京系列（地上波）では毎週水曜日（正式な番組名は「水曜女と愛とミステリー」）に、BSジャパンでは毎週日曜日（正式な番組名は「BS2時間ドラマ 女と愛とミステリー」）に放送されていた（地上波比で3日先行。国政選挙の開票速報が日曜日に実施される場合は土曜日に繰り上げとなるため4日先行に）。なお、OPでは副題として"The Tales of Selected Mysteries"（英語）もタイトルロゴ（日本語）に併記されていた。
地上波（テレビ東京）では2001年1月10日に、衛星デジタル放送（BSジャパン）では2001年1月7日にそれぞれ放送が開始されている。
2005年4月20日の放送より、「水曜ミステリー9」にリニューアル。これに伴い20時54分からのフライングスタートが無くなり、21時起点に変更(尺長がこれまでの114分から108分に6分短縮されたため、放送終了時刻は従来通りの22:48)。開始時刻が据え置かれたBSジャパンでの放送(3日先行)は逆に終了時刻が6分早くなり( - 22:48)、番組名もリニューアルに合わせる形で「BSミステリー」に改題。 
尚、2011年10月から「水曜ミステリー9」が2年半ぶりに復活して、「女と愛とミステリー」から続くシリーズ物も復活する事になったが2017年2月8日で終了、その後2020年4月から月曜20:00 - 21:54枠の「月曜プレミア8」でミステリーやサスペンスドラマが放送されている。

## 番組の歴史
地上波では2001年1月10日(水曜日)の20時54分からテレビ東京系列としては初の2時間ドラマ番組(月曜・女のサスペンス2時間SPや日本名作ドラマなど、不定期の単発特番は過去にも製作されていた)として発足しているが、前年(2000年)12月に開局した系列BSデジタル局・BSジャパンではハイビジョン画質による同一内容の先行放送が1月7日21時より開始されていた。民放系のドラマ番組としては最も早く「ハイビジョン化」を達成した事になるが、地上波デジタル放送でのハイビジョン放送の開始は2005年春の「水曜ミステリー9」発足まで持ち越されている。
後継番組の「水曜ミステリー9」(BSでは「BSミステリー」)同様、BSジャパンとの共同制作方式を採用する事で、地上波の番組をBSで再送信する際の障壁となっていた権利上の問題(主に出演者の肖像権)をクリアしていた。また、原則的に地上波と同じスポンサーがBSでも番組の提供を行っていた。テレビ東京の場合、同時期にBSデジタル事業への参入を果たした他の民放キー局に比べ、ドラマ番組の制作規模(ストック・バリエーション)が格段に小さかった点に加えて、倫理的な問題(主に旧東京12チャンネル時代の作品)や権利処理手続きの煩雑さ(当時の放送法の規定によりBSジャパンは別会社として発足)により、「新春ワイド時代劇」(地上波比で1年遅れ)などを除くと、BSジャパンでのストーリーコンテンツ(地上波)の二次使用自体がごく限られたものとなっていたため、事実上BS向けに配給が行われていた唯一のドラマ番組でもあった。
BS(1作目より画角16:9のハイビジョン方式で収録)と地上波(アナログ放送用に4:3の標準画質に変換)では、同じ作品であってもサブタイトル(作品名)やテロップ、エンドロールなどの位置・レイアウトが異なっており、地上デジタル放送の開始後もアナログ放送用と同じ素材のアップコンバート放送が継続していたが、「水曜ミステリー9」(第1期)への移行(2005年4月)を機に地上波(デジタル放送)でも番組をハイビジョン化(但し、テロップなどの位置はアナログ放送用のサイドカット処理を考慮した仕様に変更)。ちなみに、地上デジタル放送の番組をサイマル放送していた旧アナログ放送( - 2011年7月)では、「日曜ミステリー」枠(関東ローカル)などで、地上波での本放送(初回)が画角4:3の標準画質であった旧女と愛とミステリー作品を16:9のハイビジョン番組(デジタル放送)として放送し直す際、テロップなどの欠損が発生するサイドカット処理は行わず、レターボックス変換されていた。
初回作品は、渡辺謙主演「人間の証明2001」(放送時間拡大SP)で、視聴率は8.1%。その後も、旧月曜21時枠時代の製作スタッフが中心となって、ミステリー作家(森村誠一・松本清張・夏樹静子・山村美紗・小池真理子他)の推理小説を題材にした原作に忠実な作劇を展開し、脆弱になっていたドラマ部門の再興に成功した。
当初はシリーズ化を前提としない「無印」扱いの作品が主流であったが、10～13%(回によっては15%の大台に乗ることも)とテレビ東京のドラマ枠としては高い視聴率を記録し、好評を博した作品を中心に「シリーズ物」への昇格も随時行っていた(「信濃のコロンボ事件ファイル」など)。
しかし、2003年の下半期頃から視聴率の下降が目立つ様になり、2005年3月30日(BSでは3日先行の3月27日)を以って終了、サスペンスドラマの放送はリニューアル番組「水曜ミステリー9」に引き継がれた。
テレビ東京とその系列局(地上波)では水曜ミステリー9移行後の作品と共に現在でも再放送されている(OPはカット)。聴覚障害者向けの字幕放送に加えて、初回放送時は実施されていなかった視覚障害者向けの解説放送が重畳される事もある。
契約上の制約で再放送が初回放送から1年半以上経過していない作品に限られていたBSジャパンでは、2006年の秋以降「女と愛とミステリー」作品の再放送が途絶えていたが、「テレビ東京ホールディングス」の発足で権利処理手続きが大幅に簡素化された2010年10月より4年ぶりに再放送を再開（字幕放送及び解説放送は無し）。OPのカットなどは行われず、初回放送時とほぼ同じ状態で放送されているが、本編の冒頭で「この番組は200x年xx月xx日にテレビ東京で放送された作品です」とテロップで表示される。なお、2011年4月の改編では、再放送枠の名称が従来の「BSミステリー」(毎週金曜11:59 - )から「傑作ミステリーアワー」に、放送開始時刻も1分繰り下げの12:00起点に変更されているが、翌2012年10月第1週からは放送枠そのものが移動(毎週金曜17:00 - )。この枠移動によりテレビ東京系列(キー局を含む地上波の6局)がローカル編成枠に設けている単発ドラマ用の再放送枠との間に生じていた競合関係が解消された。
番組枠の前半(21時台)がテレビ朝日系列で現在も放送中の「テレビ朝日水曜21時枠刑事ドラマ」枠と裏表で対峙する関係に置かれていたため、東映が制作に携わった作品が放送された例は皆無で、後継番組へのリニューアル以降もこの状況は継続している。

## 主なシリーズ作品

### 月曜プレミア8まで放送されているシリーズ作品
- さすらい署長 風間昭平 主演：北大路欣也 原作：中津文彦 製作：C.A.L
- 警視庁・樋口警部補 主演：内藤剛志 原作：今野敏

### 水曜エンタ・水曜ミステリー9まで放送されているシリーズ作品
- 旅行作家・茶屋次郎 主演：橋爪功 原作：梓林太郎 製作：オセロット
- 多摩南署たたき上げ刑事・近松丙吉 主演：伊東四朗 原作：東野圭吾 製作：ザ・ワークス
- 刑事吉永誠一 涙の事件簿 主演：船越英一郎 原作：黒川博行 製作：ホリプロ

### 水曜ミステリー9（第2期）まで放送されているシリーズ作品
- 不倫調査員・片山由美 主演：池上季実子 原作：山村美紗 製作：PROTX（前・レオナ）
- 監察医・篠宮葉月 死体は語る 主演：高島礼子 原作：上野正彦 製作：角川映画（前・トスカドメイン）
- 検事・近松茂道 主演：高橋英樹 原作：高木彬光 製作：TSP
- 密会の宿 主演：岡江久美子 原作：佐野洋 製作：国際放映

### 水曜ミステリー9（第1期）まで放送されているシリーズ作品
- 北アルプス山岳救助隊・紫門一鬼 主演：髙嶋政宏 原作：梓林太郎 製作：テレパック
- 事件記者 浦上伸介 主演：高嶋政伸 原作：津村秀介 製作：ファインエンターテイメント
- 信濃のコロンボ事件ファイル 主演：中村梅雀 原作：内田康夫 製作：G・カンパニー
- 篝警部補の事件簿 主演：榎木孝明 原作：浅黄斑 製作：東京映画新社
- 猪熊夫婦の駐在日誌 主演：研ナオコ 原作：佐竹一彦 製作：角川映画

### 当番組のみで放送された後、水曜ミステリー9（第2期）で復活したシリーズ作品
- 犯罪交渉人ゆり子 主演：市原悦子 原作：毛利元貞 製作：角川映画（前・トスカドメイン）
- 警視正・日丸教授の事件ノート よそ者 主演：小林稔侍 原作：佐竹一彦 製作：松竹

### 当番組のみで放送されたシリーズ作品
- 優雅な悪事 主演：岩下志麻 原作：佐野洋 製作：松竹
- 保険調査員・蒲田吟子 主演：泉ピン子 製作：レオナ
- いなか刑事・伊原泰三の退職捜査日誌 主演：小林稔侍 原作：新野剛志 製作：ファインエンターテイメント
- 和泉教授夫婦シリーズ 主演：橋爪功 原作：内田康夫 製作：東宝
- 小早川警視正シリーズ 主演：辰巳琢郎 原作：斎藤栄 製作：東北新社
- 警視庁心理分析捜査官・崎山知子 主演：かたせ梨乃 原作：和田はつ子 製作：テレパック
- ヤメ検弁護士・英剛直 主演：古谷一行 原作：加藤唯史 製作：ユニオン映画
- パートタイム探偵 主演：松坂慶子 原作：渡邉文男 監督：三池崇史 制作：アミューズ
- 坊さん弁護士・郷田夢栄 主演：萩原健一 原作：結城昌治 製作：テレパック
- 亀井刑事・十津川警部トラベルサスペンス 主演：小林稔侍 原作：西村京太郎 製作：大映テレビ→PROTX
- 小樽運河殺人案内 主演：古谷一行 原作：和久峻三 製作：ユニオン映画
- 特捜刑事・遠山怜子主演：浅野ゆう子 原作：夏樹静子 製作：ファインエンターテイメント

など

## 歴代主題歌
- 和田アキ子「愛の光」（2001.1 - 2001.12）
- 川村結花「エチュード」（2002.1 - 2003.2）
- 中森明菜「Days」（2003.3 - 2004.6）
- 白鳥英美子「もう一度」（2004.7 - 2005.3）

## スタッフ
- 統括プロデューサー - 佐々木彰
- チーフプロデューサー - 小川治
- プロデューサー - 只野研治、不破敏之、橋本かおり、岡部紳二
- 番組デスク - 金子正男、岩下桃子
- タイトル - 安居院一展
- タイトルバック - NAKED INC.

## 放送リスト
視聴率は、ビデオリサーチ関東地区のデータ。

### 2001年
| 回数 | 放送日   | タイトル                              | 話数                                  | 主演                | 原作                           | 脚本                | 監督         | 制作           | 視聴率 |
| ---- | -------- | ------------------------------------- | ------------------------------------- | ------------------- | ------------------------------ | ------------------- | ------------ | -------------- | ------ |
| 1    | 1月10日  | 人間の証明2001                        | 人間の証明2001                        | 渡辺謙              | 森村誠一                       | 清水有生            | 井坂聡       | トスカドメイン | 8.1%   |
| 2    | 1月17日  | 四つの終止符                          | 四つの終止符                          | かたせ梨乃          | 西村京太郎                     | 齊藤珠緒            | 斎藤光正     | ユニオン映画   | 12.3%  |
| 3    | 1月24日  | 不倫調査員・片山由美                  | 1                                     | 池上季実子          | 山村美紗                       | 南部英夫 おさだ澄恵 | 長尾啓司     | レオナ企画     | 12.0%  |
| 4    | 1月31日  | 松本清張特別企画・ガラスの城          | 松本清張特別企画・ガラスの城          | 岸本加世子          | 松本清張                       | 中岡京平            | 関本郁夫     | C.A.L DME      | 13.7%  |
| 5    | 2月7日   | 刑法第三十九条 FLASH BACK             | 刑法第三十九条 FLASH BACK             | 黒木瞳              | 永井泰宇                       | 高山直也            | 麻生学       | トスカドメイン | 7.5%   |
| 6    | 2月14日  | てのひらの闇                          | てのひらの闇                          | 舘ひろし            | 藤原伊織                       | 宮川一郎            | 石橋冠       | 東北新社       | 9.7%   |
| 7    | 2月21日  | 招かざる客 富士山麓連続殺人事件       | 招かざる客 富士山麓連続殺人事件       | 浅野ゆう子          | アガサ・クリスティ             | 橋本以蔵            | 伊藤寿浩     | FINE           | 8.8%   |
| 8    | 2月28日  | 夏樹静子サスペンスシリーズ            | 1                                     | 沢口靖子            | 夏樹静子                       | 岡本克己            | 松島稔       | 東宝           | 11.1%  |
| 9    | 3月7日   | 北アルプス山岳救助隊・紫門一鬼        | 1                                     | 髙嶋政宏            | 梓林太郎                       | 峯尾基三            | 北畑泰啓     | テレパック     | 11.9%  |
| 10   | 3月14日  | 殺意の果てに                          | 殺意の果てに                          | 加藤剛              | 山村美紗                       | 鶴島光重            | 小野田嘉幹   | 劇団俳優座     | 10.2%  |
| 11   | 3月21日  | 海の沈黙                              | 海の沈黙                              | 松下由樹            | 西村京太郎                     | 冨川元文            | 木下亮       | 東宝           | 8.6%   |
| 12   | 4月4日   | 優雅な悪事                            | 1                                     | 岩下志麻            | 佐野洋                         | 吉田剛 関根俊夫     | 松原信吾     | 松竹           | 9.5%   |
| 13   | 4月11日  | 夏樹静子サスペンスシリーズ            | 2                                     | 田中好子            | 夏樹静子                       | 古田求              | 出目昌伸     | 東京映画新社   | 8.5%   |
| 14   | 4月18日  | 松本清張特別企画・わるいやつら        | 松本清張特別企画・わるいやつら        | 豊川悦司            | 松本清張                       | 田中晶子            | 松原信吾     | DME レオナ企画 | 11.2%  |
| 15   | 4月25日  | 闇の脅迫者                            | 闇の脅迫者                            | 佐野史郎            | 江戸川乱歩                     | 尾崎将也            | 国本雅広     | MMJ            | 7.9%   |
| 16   | 5月2日   | 夏樹静子サスペンスシリーズ            | 3                                     | 水野真紀            | 夏樹静子                       | 篠崎好              | 五木田亮一   | 東宝           | 10.7%  |
| 17   | 5月9日   | 純情商店街 ゆうれい殺人事件           | 純情商店街 ゆうれい殺人事件           | 桃井かおり          | ねじめ正一                     | 塩田千種            | 石井てるよし | カノックス     | 7.9%   |
| 18   | 5月16日  | 保険調査員・蒲田吟子                  | 1                                     | 泉ピン子            | 福嶋正人                       | 倉沢左知代          | 根本実樹     | レオナ企画     | 12.1%  |
| 19   | 5月23日  | 夏樹静子サスペンスシリーズ            | 4                                     | 名取裕子            | 夏樹静子                       | 吉本昌弘            | 赤羽博       | ホリプロ       | 9.8%   |
| 20   | 5月30日  | いなか刑事・伊原泰三の退職捜査日誌    | 1                                     | 小林稔侍            | 新野剛志                       | 橋本以蔵            | 伊藤寿浩     | FINE           | 11.9%  |
| 21   | 6月6日   | 小池真理子の鍵老人                    | 小池真理子の鍵老人                    | 森繁久彌            | 小池真理子                     | 竹山洋              | 小林俊一     | C.A.L          | 8.9%   |
| 22   | 6月13日  | 犯罪交渉人ゆり子                      | 1                                     | 市原悦子            | 毛利元貞                       | 西岡琢也            | 黒沢直輔     | トスカドメイン | 11.4%  |
| 23   | 6月20日  | 「開運!なんでも鑑定団」殺人事件       | 「開運!なんでも鑑定団」殺人事件       | 赤井英和            | 木谷恭介                       | 川嶋澄乃            | 樹木雅彦     | ネクサス       | 9.7%   |
| 24   | 7月4日   | 天使の傷痕                            | 天使の傷痕                            | 村上弘明            | 西村京太郎                     | 吉田弥生            | 田中康隆     | テレパック     | 8.7%   |
| 25   | 7月11日  | 顔のない女                            | 顔のない女                            | 萬田久子            | 雨宮早希                       | 塩田千種            | 和泉聖治     | テレビ東京制作 | 9.8%   |
| 26   | 7月18日  | 夏樹静子サスペンスシリーズ            | 5                                     | 東ちづる            | 夏樹静子                       | 池田太郎            | 小林俊一     | 彩の会         | 11.1%  |
| 27   | 7月25日  | 旅行作家・茶屋次郎                    | 1                                     | 橋爪功              | 梓林太郎                       | 長谷川康夫          | 富永卓二     | オセロット     | 14.4%  |
| 28   | 8月1日   | 愛するあまり 樹海の失踪殺人事件       | 愛するあまり 樹海の失踪殺人事件       | とよた真帆          | 内田康夫                       | 吉田剛              | 小田切成明   | アズバーズ     | 12.0%  |
| 29   | 8月8日   | 多摩南署たたき上げ刑事・近松丙吉      | 1                                     | 伊東四朗            | 東野圭吾                       | 西村タカシ          | 中山史郎     | ザ・ワークス   | 12.2%  |
| 30   | 8月15日  | みちのく祭り殺人行 死んだ妻からの電話 | みちのく祭り殺人行 死んだ妻からの電話 | 古谷一行            | 高橋克彦                       | 石川雅也            | 吉本潤       | ユニオン映画   | 11.5%  |
| 31   | 8月22日  | 不倫調査員・片山由美                  | 2                                     | 池上季実子          | 山村美紗                       | 南部英夫            | 長尾啓司     | レオナ企画     | 13.9%  |
| 32   | 8月29日  | 北アルプス山岳救助隊・紫門一鬼        | 2                                     | 髙嶋政宏            | 梓林太郎                       | 峯尾基三            | 北畑泰啓     | テレパック     | 14.0%  |
| 33   | 9月5日   | 高木検事室の事件簿 紫陽花は死の香り   | 高木検事室の事件簿 紫陽花は死の香り   | 緒形直人            | 松木麗                         | 中岡京平            | 斎藤光正     | ユニオン映画   | 12.2%  |
| 34   | 9月12日  | 悪の仮面                              | 悪の仮面                              | 名取裕子            | シャーロット・アームストロング | 中島丈博            | 久野浩平     | PDS            | 10.8%  |
| 35   | 9月19日  | 事件記者 浦上伸介                     | 1                                     | 髙嶋政伸            | 津村秀介                       | 橋本以蔵            | 伊藤寿浩     | FINE           | 12.8%  |
| 36   | 9月26日  | 江戸小紋殺人事件                      | 江戸小紋殺人事件                      | 斉藤由貴            | 葛城範子                       | 石倉保志            | 伊与田一雄   | IVSテレビ制作  | 8.2%   |
| 37   | 10月3日  | 嘱託刑事・小山田昭平                  | 嘱託刑事・小山田昭平                  | 仲代達矢            | 福田洋                         | 坂田義和            | 吉田啓一郎   | 仕事           | 7.9%   |
| 38   | 10月10日 | 和泉教授夫妻シリーズ                  | 1                                     | 橋爪功 いしだあゆみ | 内田康夫                       | 岡本克己            | 松島稔       | 東宝           | 14.7%  |
| 39   | 10月17日 | 黄金の犬                              | 黄金の犬                              | かたせ梨乃          | 西村寿行                       | 相葉芳久            | 藤嘉行       | 松竹           | 14.2%  |
| 40   | 10月24日 | 脅迫者                                | 脅迫者                                | 伊藤蘭              | 西村京太郎                     | 中野顕彰            | 斎藤光正     | ユニオン映画   | 12.5%  |
| 41   | 10月31日 | 骨壷を抱く二人の女                    | 骨壷を抱く二人の女                    | 藤田朋子            | 小杉健治                       | 仲倉重郎 影二郎     | 長谷和夫     | 磯田事務所     | 11.7%  |
| 42   | 11月7日  | 豪華客船クルーズ殺人案内              | 豪華客船クルーズ殺人案内              | 室井滋              | カトリーヌ・アルレー           | 西岡琢也            | 黒沢直輔     | TSP            | 10.9%  |
| 43   | 11月14日 | 信濃のコロンボ事件ファイル            | 1                                     | 中村梅雀            | 内田康夫                       | 佐伯俊道            | 江崎実生     | G・カンパニー  | 13.6%  |
| 44   | 11月21日 | 監察医・篠宮葉月 死体は語る           | 1                                     | 高島礼子            | 上野正彦                       | 高山直也            | 吉田啓一郎   | トスカドメイン | 14.1%  |
| 45   | 11月28日 | 団地奥様パック旅行事件簿              | 1                                     | 岡江久美子          | 野村正樹                       | 橋本以蔵            | 伊藤寿浩     | FINE           | 12.0%  |
| 46   | 12月5日  | 寺田家の花嫁                          | 寺田家の花嫁                          | 岸本加世子          | 小池真理子                     | 浅野有生子          | 鈴木元       | 松竹           | 10.4%  |
| 47   | 12月12日 | 保険調査員・蒲田吟子                  | 2                                     | 泉ピン子            | 福嶋正人                       | 倉沢左知代          | 荒井光明     | レオナ企画     | 11.2%  |
| 48   | 12月19日 | 主婦探偵・河原綾子 のぞき見事件簿     | 主婦探偵・河原綾子 のぞき見事件簿     | 萬田久子            | 石原里紗                       | 土屋斗紀雄          | 杉村六郎     | トスカドメイン | 10.4%  |
| 49   | 12月26日 | 伊豆・天城越え殺人事件                | 伊豆・天城越え殺人事件                | 木の実ナナ          | 深谷忠記                       | 東多江子            | 富永卓二     | FCC            | 11.0%  |

### 2002年
| 回数 | 放送日   | タイトル                             | 話数                                 | 主演                | 原作         | 脚本              | 監督         | 制作             | 視聴率 |
| ---- | -------- | ------------------------------------ | ------------------------------------ | ------------------- | ------------ | ----------------- | ------------ | ---------------- | ------ |
| 50   | 1月9日   | いなか刑事・伊原泰三の退職捜査日誌   | 2                                    | 小林稔侍            | 新野剛志     | 橋本以蔵          | 伊藤寿浩     | FINE             | 11.7%  |
| 51   | 1月16日  | 北の捜査線・小樽港署                 | 北の捜査線・小樽港署                 | 奥田瑛二            | 歌野晶午     | 山田耕大          | 高橋伴明     | アミューズ       | 11.4%  |
| 52   | 1月23日  | 黒い目撃者                           | 黒い目撃者                           | 斉藤慶子            | 西村寿行     | 平山勇            | 松生秀二     | 大映テレビ       | 12.4%  |
| 53   | 1月30日  | 窓際信金マンの事件帳簿               | 1                                    | 愛川欽也            | うつみ宮土理 | 石倉保志          | 合月勇       | アミューズ       | 11.7%  |
| 54   | 2月6日   | 北アルプス山岳救助隊・紫門一鬼       | 3                                    | 髙嶋政宏            | 梓林太郎     | 峯尾基三          | 北畑泰啓     | テレパック       | 12.5%  |
| 55   | 2月13日  | 京都グルメ旅行殺人事件               | 京都グルメ旅行殺人事件               | 松下由樹            | 山村美紗     | 重森孝子          | 長谷部安春   | G・カンパニー    | 14.0%  |
| 56   | 2月20日  | 警察医・花井吾朗の殺人カルテ!        | 警察医・花井吾朗の殺人カルテ!        | 水谷豊              | 島田一男     | 安本莞二          | 五木田亮一   | テレパック       | 14.8%  |
| 57   | 2月27日  | 不連続線                             | 不連続線                             | 東ちづる            | 石川真介     | 星川泰子          | 楠田泰之     | アベクカンパニー | 12.9%  |
| 58   | 3月6日   | 大和路殺人事件                       | 大和路殺人事件                       | 寺尾聰              | 斎藤栄       | 仲倉重郎 林千代   | 澤田幸弘     | 宝塚映像         | 11.3%  |
| 59   | 3月13日  | 南紀・伊豆Sの逆転                    | 南紀・伊豆Sの逆転                    | 榎木孝明            | 深谷忠記     | 篠崎好            | 松島稔       | 東宝             | 10.8%  |
| 60   | 3月20日  | 絆                                   | 絆                                   | 渡哲也              | 小杉健治     | 洞澤美恵子        | 澤田幸弘     | ビデオフォーカス | 10.6%  |
| 61   | 3月27日  | 犬笛                                 | 犬笛                                 | かたせ梨乃          | 西村寿行     | 柏原寛司          | 南部英夫     | 松竹             | 9.8%   |
| 62   | 4月3日   | 犯罪交渉人ゆり子                     | 2                                    | 市原悦子            | 毛利元貞     | 西岡琢也          | 黒沢直輔     | トスカドメイン   | 8.0%   |
| 63   | 4月10日  | 金沢能登殺人周遊                     | 金沢能登殺人周遊                     | 江守徹              | 石川真介     | さとうしょう      | 北畑泰啓     | 近代映画協会     | 9.6%   |
| 64   | 4月17日  | 長崎で消えた女                       | 渡瀬恒彦                             | 多岐川恭            | 佐伯俊道     | 村橋明郎          | 仕事         | 11.1%            |        |
| 65   | 4月24日  | 捜査検事・近松茂道                   | 1                                    | 高橋英樹            | 高木彬光     | 扇澤延男 下村優   | 下村優       | TSP              | 10.2%  |
| 66   | 5月1日   | 不倫調査員・片山由美                 | 3                                    | 池上季実子          | 山村美紗     | 南部英夫          | 長尾啓司     | レオナ企画       | 13.0%  |
| 67   | 5月8日   | 夏樹静子サスペンスシリーズ           | 6                                    | 沢口靖子            | 夏樹静子     | 田子明弘          | 高坂勉       | 東宝             | 12.3%  |
| 68   | 5月15日  | 小早川警視正シリーズ                 | 1                                    | 辰巳琢郎            | 斎藤栄       | 白石まみ 岡田寧   | 岡田寧       | 東北新社         | 13.0%  |
| 69   | 5月22日  | 信濃のコロンボ事件ファイル           | 2                                    | 中村梅雀            | 内田康夫     | 佐伯俊道          | 江崎実生     | G・カンパニー    | 12.0%  |
| 70   | 5月29日  | 事件記者 浦上伸介                    | 2                                    | 髙嶋政伸            | 津村秀介     | 橋本以蔵          | 樋口徹       | FINE             | 10.0%  |
| 71   | 6月5日   | 旅行作家・茶屋次郎                   | 2                                    | 橋爪功              | 梓林太郎     | 長谷川康夫        | 鶴巻日出雄   | オセロット       | 10.8%  |
| 72   | 6月12日  | 文書鑑定人・白鳥あやめの事件ファイル | 文書鑑定人・白鳥あやめの事件ファイル | 八千草薫            | 吉田公一     | 土屋健文          | 吉田啓一郎   | トスカドメイン   | 10.6%  |
| 73   | 6月19日  | 私はやってない!痴漢えん罪殺人連鎖    | 私はやってない!痴漢えん罪殺人連鎖    | 村上弘明            | 鈴木健夫     | 清水有生          | 淡野健       | テレパック       | 9.3%   |
| 74   | 6月28日  | やもめ記者の事件メモ                 | やもめ記者の事件メモ                 | 西郷輝彦            | 秋間平安     | 古田求            | 奥村正彦     | 松竹             | 9.1%   |
| 75   | 7月3日   | 京都新婚旅行殺人事件                 | 京都新婚旅行殺人事件                 | 斉藤由貴            | 山村美紗     | 長野洋            | 南部英夫     | 大映テレビ       | 12.2%  |
| 76   | 7月10日  | なんでも屋大蔵の事件簿               | 1                                    | 片岡鶴太郎          | 岡嶋二人     | 清水有生          | 佐藤健光     | M-Garege         | 11.4%  |
| 77   | 7月17日  | 警視庁心理分析捜査官・崎山知子       | 1                                    | かたせ梨乃          | 和田はつ子   | 吉田弥生          | 佐藤雅道     | テレパック       | 11.2%  |
| 78   | 7月24日  | 夏樹静子サスペンスシリーズ           | 7                                    | 賀来千香子          | 夏樹静子     | 高木凛            | 堀川とんこう | カズモ           | 9.6%   |
| 79   | 7月31日  | ヤメ検弁護士・英剛直                 | ヤメ検弁護士・英剛直                 | 古谷一行            | 加藤唯史     | 柏原寛司          | 斎藤光正     | ユニオン映画     | 11.6%  |
| 80   | 8月7日   | 昆虫巡査・向坊一美の事件日誌         | 昆虫巡査・向坊一美の事件日誌         | 三浦友和            | 平野肇       | 峯尾基三          | 中村金太     | 東北新社         | 11.4%  |
| 81   | 8月14日  | 修善寺温泉殺人事件                   | 修善寺温泉殺人事件                   | 愛川欽也            | 吉村達也     | 土屋斗紀雄        | 森﨑東       | オセロット       | 10.0%  |
| 82   | 8月21日  | 松本清張没後10年企画・家紋           | 松本清張没後10年企画・家紋           | 岸本加世子          | 松本清張     | 大野靖子          | 長尾啓司     | レオナ企画 DME   | 15.5%  |
| 83   | 8月28日  | 保険調査員・蒲田吟子                 | 3                                    | 泉ピン子            | 福嶋正人     | 倉沢左知代        | 荒井光明     | レオナ企画       | 12.9%  |
| 84   | 9月4日   | ノサップ岬の女                       | ノサップ岬の女                       | 名取裕子            | 斎藤澪       | 清水喜美子        | 長尾啓司     | 国際放映         | 9.2%   |
| 85   | 9月18日  | 多摩南署たたき上げ刑事・近松丙吉     | 2                                    | 伊東四朗            | 東野圭吾     | 西村タカシ        | 中山史郎     | ザ・ワークス     | 10.1%  |
| 86   | 9月25日  | 団地奥様パック旅行事件簿             | 2                                    | 岡江久美子          | 野村正樹     | 橋本以蔵          | 伊藤寿浩     | FINE             | 10.9%  |
| 87   | 10月2日  | 金田一耕助ファイル 迷路荘の惨劇      | 金田一耕助ファイル 迷路荘の惨劇      | 上川隆也            | 横溝正史     | 西岡琢也          | 吉田啓一郎   | トスカドメイン   | 13.1%  |
| 88   | 10月16日 | 逃げ口上                             | 逃げ口上                             | いかりや長介        | 滝本陽一郎   | 西岡琢也          | 鷹森立一     | トスカドメイン   | 13.1%  |
| 89   | 10月23日 | 温泉仲居探偵の事件簿                 | 1                                    | 室井滋              | 福島規子     | 西岡琢也 小澤俊介 | 黒沢直輔     | TSP              | 13.0%  |
| 90   | 10月30日 | 和泉教授夫妻シリーズ                 | 2                                    | 橋爪功 いしだあゆみ | 内田康夫     | 岡本克己          | 松島稔       | 東宝             | 9.9%   |
| 91   | 11月6日  | 北アルプス山岳救助隊・紫門一鬼       | 4                                    | 髙嶋政宏            | 梓林太郎     | 峯尾基三          | 中村金太     | テレパック       | 12.4%  |
| 92   | 11月20日 | 監察医・篠宮葉月 死体は語る          | 2                                    | 高島礼子            | 上野正彦     | 児玉宜久 西岡琢也 | 吉田啓一郎   | トスカドメイン   | 15.5%  |
| 93   | 11月27日 | 松本清張没後10年特別企画・たづたづし | 松本清張没後10年特別企画・たづたづし | 中村雅俊            | 松本清張     | 市川森一          | 松原信吾     | DME CMP          | 12.5%  |
| 94   | 12月9日  | パートタイム探偵                     | 1                                    | 松坂慶子            | 渡邉文男     | 田辺満            | 三池崇史     | アミューズ       | 13.5%  |
| 95   | 12月18日 | ミイラが呼んでいる                   | ミイラが呼んでいる                   | 和泉元彌            | 高橋克彦     | 高田純            | 日名子雅彦   | MMJ              | 8.3%   |
| 96   | 12月25日 | いなか刑事・伊原泰三の退職捜査日誌   | 3                                    | 小林稔侍            | 新野剛志     | 橋本以蔵          | 伊藤寿浩     | FINE             | 8.6%   |

### 2003年
| 回数 | 放送日   | タイトル                                    | 話数                                        | 主演                | 原作       | 脚本              | 監督       | 制作               | 視聴率 |
| ---- | -------- | ------------------------------------------- | ------------------------------------------- | ------------------- | ---------- | ----------------- | ---------- | ------------------ | ------ |
| 97   | 1月8日   | 湯けむり殺人案内 なんにも専務の名推理       | 湯けむり殺人案内 なんにも専務の名推理       | 渡瀬恒彦            | 南條竹則   | 羽原大介 上代務   | 吉田啓一郎 | 東北新社           | 11.6%  |
| 98   | 1月15日  | みの刑事の愛の事件簿大作戦                  | みの刑事の愛の事件簿大作戦                  | みのもんた          | 阿井渉介   | 洞澤美恵子        | 山本和夫   | コスモ・スペース   | 10.7%  |
| 99   | 1月22日  | 異端の夏                                    | 異端の夏                                    | 渡辺謙              | 藤田宜永   | 吉川次郎          | 松原信吾   | 松竹               | 12.3%  |
| 100  | 1月29日  | 坊さん弁護士・郷田夢栄                      | 1                                           | 萩原健一            | 結城昌治   | 吉田弥生          | 大原誠     | テレパック         | 13.3%  |
| 101  | 2月5日   | 信濃のコロンボ事件ファイル                  | 3                                           | 中村梅雀            | 内田康夫   | 佐伯俊道 牧野繁   | 江崎実生   | G・カンパニー      | 15.3%  |
| 102  | 2月19日  | 税関検査官・今井陽子                        | 税関検査官・今井陽子                        | 名取裕子            | 山村美紗   | 橋本以蔵          | 樋口徹     | FINE               | 11.8%  |
| 103  | 2月26日  | 芸能記者・柳田信吉の挑戦 スター誕生殺人事件 | 芸能記者・柳田信吉の挑戦 スター誕生殺人事件 | 内藤剛志            | 深谷忠記   | 満友敬司 南部英夫 | 南部英夫   | レオナ企画         | 11.1%  |
| 104  | 3月5日   | さすらい署長 風間昭平                       | 1                                           | 北大路欣也          | 中津文彦   | 田上雄            | 中村金太   | C.A.L              | 13.1%  |
| 105  | 3月12日  | 伊豆・竜宮伝説殺人事件                      | 伊豆・竜宮伝説殺人事件                      | 萬田久子            | 嵐山光三郎 | 成田はじめ        | 佐藤健光   | -                  | 11.8%  |
| 106  | 3月19日  | 捜査検事・近松茂道                          | 2                                           | 高橋英樹            | 高木彬光   | 扇澤延男          | 斎藤光正   | TSP                | 10.6%  |
| 107  | 3月26日  | 不倫調査員・片山由美                        | 4                                           | 池上季実子          | 山村美紗   | 南部英夫          | 長尾啓司   | レオナ企画         | 15.1%  |
| 108  | 4月9日   | 花の罠 奈良・大和路殺人事件                 | 花の罠 奈良・大和路殺人事件                 | 水野真紀            | 本岡類     | 中園健司          | 高坂勉     | 東宝               | 8.6%   |
| 109  | 4月16日  | みちのく蕎麦街道殺人事件!                   | みちのく蕎麦街道殺人事件!                   | 渡辺えり子          | 金久保茂樹 | 長谷川康夫        | 増田天平   | オセロット         | 10.3%  |
| 110  | 4月23日  | 西村京太郎トラベルサスペンス                | 1                                           | 小林稔侍 萩原健一   | 西村京太郎 | 友澤晃一          | 南部英夫   | 大映テレビ         | 11.3%  |
| 111  | 4月30日  | 篝警部補の事件簿                            | 1                                           | 榎木孝明            | 浅黄斑     | 古坂圭子          | 出目昌伸   | 東京映画新社       | 12.4%  |
| 112  | 5月7日   | 小早川警視正シリーズ                        | 2                                           | 辰巳琢郎            | 斎藤栄     | 水谷龍二          | 岡田寧     | 東北新社           | 10.7%  |
| 113  | 5月21日  | 監察医・篠宮葉月 死体は語る                 | 3                                           | 高島礼子            | 上野正彦   | 西岡琢也          | 吉田啓一郎 | トスカドメイン     | 12.9%  |
| 114  | 5月28日  | 優雅な悪事                                  | 2                                           | 岩下志麻            | 佐野洋     | 関根俊夫          | 松本明     | 松竹               | 9.6%   |
| 115  | 6月4日   | 京都離婚旅行殺人事件                        | 京都離婚旅行殺人事件                        | 田中美里            | 山村美紗   | 安本莞二          | 南部英夫   | 大映テレビ         | 11.6%  |
| 116  | 6月11日  | 京女刑事・真行寺メイ                        | 1                                           | 富田靖子            | 浅黄斑     | 柏原寛司          | 黒沢直輔   | 松竹               | 12.3%  |
| 117  | 6月18日  | 幻の推理作家 能登殺人行                     | 幻の推理作家 能登殺人行                     | 西郷輝彦            | 中町信     | 古田求            | 奥村正彦   | 松竹               | 8.8%   |
| 118  | 7月9日   | 伊豆・金沢犀潟焼殺人事件                    | 伊豆・金沢犀潟焼殺人事件                    | 赤井英和            | 金久保茂樹 | 福田卓郎          | 五木田亮一 | 木下プロダクション | 7.3%   |
| 119  | 7月16日  | 夏樹静子サスペンスシリーズ                  | 8                                           | かたせ梨乃          | 夏樹静子   | 小森名津          | 小田切正明 | 松竹               | 9.0%   |
| 120  | 7月23日  | なんでも屋大蔵の事件簿                      | 2                                           | 片岡鶴太郎          | 岡嶋二人   | 望月武 武上純希   | 辻野正人   | M-Garege           | 12.0%  |
| 121  | 7月30日  | 密会の宿                                    | 1                                           | 岡江久美子          | 佐野洋     | 深沢正樹          | 和泉聖治   | 国際放映           | 12.0%  |
| 122  | 8月6日   | 天竜・伊那殺人渓谷                          | 天竜・伊那殺人渓谷                          | 堺正章              | 山口香     | 篠崎好            | 山本厚     | CUC                | 12.0%  |
| 123  | 8月13日  | 誘拐者の足音                                | 誘拐者の足音                                | 中村雅俊            | 笹沢左保   | 吉田弥生          | 小林俊一   | 彩の会             | 9.3%   |
| 124  | 8月20日  | 警視庁強行犯係・樋口顕                      | 1                                           | 内藤剛志            | 今野敏     | 吉川次郎          | 松原信吾   | ドリマックス       | 11.1%  |
| 125  | 8月27日  | 北アルプス山岳救助隊・紫門一鬼              | 5                                           | 髙嶋政宏            | 梓林太郎   | 峯尾基三          | 中村金太   | テレパック         | 8.8%   |
| 126  | 9月3日   | 信濃のコロンボ事件ファイル                  | 4                                           | 中村梅雀            | 内田康夫   | 佐伯俊道          | 江崎実生   | G・カンパニー      | 12.2%  |
| 127  | 9月10日  | 鬼子母の末裔                                | 鬼子母の末裔                                | 佐久間良子 古谷一行 | 森村誠一   | 安井国穂          | 北畑泰啓   | テレビ東京制作     | 8.2%   |
| 128  | 9月17日  | 日丸教授の事件ノート                        | 1                                           | 小林稔侍            | 佐竹一彦   | 渡辺善則          | 大原誠     | 松竹               | 8.9%   |
| 129  | 9月24日  | 旅行作家・茶屋次郎                          | 3                                           | 橋爪功              | 梓林太郎   | 長谷川康夫        | 富永卓二   | オセロット         | 12.0%  |
| 130  | 10月8日  | 動物病院・ドクトル花子の殺人カルテ          | 動物病院・ドクトル花子の殺人カルテ          | 泉ピン子            | 坂本徹也   | 倉沢左知代        | 荒井光明   | レオナ企画         | 6.6%   |
| 131  | 10月15日 | 温泉仲居探偵の事件簿                        | 2                                           | 室井滋              | 福島規子   | 久松真一          | 黒沢直輔   | TSP                | 8.1%   |
| 132  | 10月22日 | 小樽運河殺人案内                            | 1                                           | 古谷一行            | 和久峻三   | 中野顕彰          | 斎藤光正   | ユニオン映画       | 11.9%  |
| 133  | 10月29日 | 金田一耕助ファイル 獄門島                   | 金田一耕助ファイル 獄門島                   | 上川隆也            | 横溝正史   | 西岡琢也          | 吉田啓一郎 | トスカドメイン     | 9.3%   |
| 134  | 11月5日  | 和泉教授夫妻シリーズ                        | 3                                           | 橋爪功 いしだあゆみ | 内田康夫   | 田子明弘          | 松島稔     | 東宝               | 8.4%   |
| 135  | 11月19日 | 特捜刑事・遠山怜子                          | 1                                           | 浅野ゆう子          | 夏樹静子   | 田子明弘          | 伊藤寿浩   | FINE               | 11.7%  |
| 136  | 11月26日 | 多摩南署たたき上げ刑事・近松丙吉            | 3                                           | 伊東四朗            | 東野圭吾   | 西村タカシ        | 中山史郎   | ザ・ワークス       | 11.5%  |
| 137  | 12月3日  | 松本清張特別企画・喪失の儀礼                | 松本清張特別企画・喪失の儀礼                | 泉ピン子            | 松本清張   | 大野靖子          | 廣瀬襄     | ナック レオナ企画  | 12.7%  |
| 138  | 12月10日 | 夏樹静子サスペンスシリーズ                  | 9                                           | 沢口靖子            | 夏樹静子   | 篠崎好            | 竹安正嗣   | 東宝               | 10.2%  |
| 139  | 12月17日 | 捜査線上のアリア                            | 捜査線上のアリア                            | 加藤剛              | 森村誠一   | 南木顕生          | 小平裕     | 劇団俳優座         | 7.7%   |

### 2004年
| 回数 | 放送日   | タイトル                                                   | 話数                                                       | 主演              | 原作                 | 脚本              | 監督       | 制作                   | 視聴率 |
| ---- | -------- | ---------------------------------------------------------- | ---------------------------------------------------------- | ----------------- | -------------------- | ----------------- | ---------- | ---------------------- | ------ |
| 140  | 1月7日   | 西村京太郎トラベルサスペンス                               | 2                                                          | 小林稔侍 神田正輝 | 西村京太郎           | 山浦弘靖          | 南部英夫   | テレビ東京制作         | 10.9%  |
| 141  | 1月14日  | 監察医・篠宮葉月 死体は語る                                | 4                                                          | 高島礼子          | 上野正彦             | 西岡琢也          | 吉田啓一郎 | トスカドメイン         | 9.9%   |
| 142  | 1月21日  | 48時間の恐怖 時計の針がナイフに変わるとき                  | 48時間の恐怖 時計の針がナイフに変わるとき                  | 池上季実子        | 笹沢左保             | 佐伯俊道          | 山本邦彦   | エフ・デザイン         | 6.9%   |
| 143  | 1月28日  | 十年 妻が夫を裏切った日                                    | 十年 妻が夫を裏切った日                                    | 大杉漣            | 小杉健治             | 金子成人          | 井上昭     | 松竹                   | 9.0%   |
| 144  | 2月4日   | さすらい署長 風間昭平                                      | 2                                                          | 北大路欣也        | 中津文彦             | 中岡京平          | 関本郁夫   | C.A.L                  | 11.3%  |
| 145  | 2月18日  | 犯罪交渉人ゆり子                                           | 3                                                          | 市原悦子          | 毛利元貞             | 西岡琢也          | 黒沢直輔   | トスカドメイン         | 8.8%   |
| 146  | 2月25日  | パートタイム探偵                                           | 2                                                          | 松坂慶子          | 渡邉文男             | 田辺満            | 三池崇史   | アミューズ             | 9.2%   |
| 147  | 3月3日   | 殺意の川 尼寺説法殺人事件                                  | 殺意の川 尼寺説法殺人事件                                  | 浜木綿子          | 佐橋法龍             | 宮川一郎 中島玲子 | 津崎敏喜   | 東阪企画               | 9.8%   |
| 148  | 3月10日  | 捜査検事・近松茂道                                         | 3                                                          | 高橋英樹          | 高木彬光             | 扇澤延男          | 鷹森立一   | TSP                    | 11.0%  |
| 149  | 3月24日  | 信濃のコロンボ事件ファイル                                 | 5                                                          | 中村梅雀          | 内田康夫             | 佐伯俊道          | 江崎実生   | G・カンパニー          | 10.0%  |
| 150  | 4月7日   | 旅行作家・茶屋次郎                                         | 4                                                          | 橋爪功            | 梓林太郎             | 長谷川康夫        | 鶴巻日出雄 | オセロット             | 10.8%  |
| 151  | 4月14日  | 事件記者 浦上伸介                                          | 3                                                          | 髙嶋政伸          | 津村秀介             | 橋本以蔵          | 伊藤寿浩   | FINE                   | 10.9%  |
| 152  | 4月28日  | 猪熊夫婦の駐在日誌                                         | 1                                                          | 研ナオコ 地井武男 | 佐竹一彦             | 西岡琢也          | 藤嘉行     | トスカドメイン         | 11.0%  |
| 153  | 5月12日  | 八木沢警部補事件帖 古都奈良殺人ライン奈良斑鳩の里 殺意の径 | 八木沢警部補事件帖 古都奈良殺人ライン奈良斑鳩の里 殺意の径 | 村上弘明          | 大谷羊太郎           | いずみ玲          | 小澤啓一   | ナック                 | 7.3%   |
| 154  | 5月19日  | 篝警部補の事件簿                                           | 2                                                          | 榎木孝明          | 浅黄斑               | 古坂圭子          | 出目昌伸   | 東京映画新社           | 12.4%  |
| 155  | 5月26日  | 刑事吉永誠一 涙の事件簿                                    | 1                                                          | 船越英一郎        | 黒川博行             | 田子明弘          | 赤羽博     | ホリプロ               | 10.4%  |
| 156  | 6月2日   | 不倫調査員・片山由美                                       | 5                                                          | 池上季実子        | 山村美紗             | 田中信哉          | 長尾啓司   | テレビ東京制作         | 11.2%  |
| 157  | 6月9日   | 密会の宿                                                   | 2                                                          | 岡江久美子        | 佐野洋               | 深沢正樹          | 和泉聖治   | 国際放映               | 12.5%  |
| 158  | 6月16日  | 窓際信金マンの事件帳簿                                     | 2                                                          | 愛川欽也          | うつみ宮土理         | 石倉保志          | 合月勇     | アミューズ             | 11.1%  |
| 159  | 6月23日  | 警視庁心理分析捜査官・崎山知子                             | 2                                                          | かたせ梨乃        | 和田はつ子           | 吉田弥生          | 佐藤雅道   | テレパック             | 10.8%  |
| 160  | 7月7日   | 坊さん弁護士・郷田夢栄                                     | 2                                                          | 萩原健一          | 小杉健治             | 塚本隆文          | 大原誠     | テレパック             | 9.9%   |
| 161  | 7月14日  | 小樽運河殺人案内                                           | 2                                                          | 古谷一行          | 和久峻三             | 峯尾基三          | 斎藤光正   | ユニオン映画           | 8.7%   |
| 162  | 7月28日  | 刑務所の医者 若宮冴子                                      | 刑務所の医者 若宮冴子                                      | 浅野温子          | 二条睦               | 安井国穂          | 児玉宜久   | 大映テレビ             | 9.6%   |
| 163  | 8月4日   | 捜査検事・近松茂道                                         | 4                                                          | 高橋英樹          | 高木彬光             | 扇澤延男          | 鷹森立一   | TSP                    | 10.1%  |
| 164  | 8月11日  | 捜査一課長・神崎省吾 椿の入れ墨をした女                    | 捜査一課長・神崎省吾 椿の入れ墨をした女                    | 渡瀬恒彦          | 高橋治               | 西岡琢也          | 吉田啓一郎 | TSP                    | 9.3%   |
| 165  | 8月18日  | 西村京太郎トラベルサスペンス                               | 3                                                          | 小林稔侍 神田正輝 | 西村京太郎           | 山浦弘靖          | 南部英夫   | テレビ東京制作         | 8.6%   |
| 166  | 8月25日  | 女の中の二つの顔                                           | 女の中の二つの顔                                           | 余貴美子          | エドワード・アタイヤ | 西岡琢也          | 中原俊     | 松竹                   | 7.6%   |
| 167  | 9月1日   | 小京都飛騨高山殺人事件                                     | 小京都飛騨高山殺人事件                                     | 名取裕子          | 山村美紗             | いずみ玲          | 南部英夫   | テレビ東京制作         | 8.4%   |
| 168  | 9月8日   | 信濃のコロンボ事件ファイル                                 | 6                                                          | 中村梅雀          | 内田康夫             | 佐伯俊道          | 江崎実生   | G・カンパニー          | 11.0%  |
| 169  | 9月15日  | 警視庁強行犯係・樋口顕                                     | 2                                                          | 内藤剛志          | 今野敏               | 吉川次郎          | 松原信吾   | ドリマックス           | 9.4%   |
| 170  | 9月29日  | 轟法律事務所 見えない絆                                    | 轟法律事務所 見えない絆                                    | 山﨑努            | 和久峻三             | 田辺昌一          | 松原信吾   | 日本映像クリエイティブ | 6.9%   |
| 171  | 10月6日  | みんな誰かを殺したい                                       | みんな誰かを殺したい                                       | 三浦友和          | 射逆裕二             | 西岡琢也          | 黒沢直輔   | 角川映画               | 10.7%  |
| 172  | 10月13日 | 多摩南署たたき上げ刑事・近松丙吉                           | 4                                                          | 伊東四朗          | 飛鳥高               | 浅野有生子        | 中山史郎   | ザ・ワークス           | 12.1%  |
| 173  | 10月20日 | 特捜刑事・遠山怜子                                         | 2                                                          | 浅野ゆう子        | 夏樹静子             | 田子明弘          | 伊藤寿浩   | FINE                   | 8.4%   |
| 174  | 11月10日 | 弁護士・晴枝 法律の落とし穴                                | 弁護士・晴枝 法律の落とし穴                                | 木の実ナナ        | 小野寺昭夫           | 飯田武            | 水谷俊之   | セントラル・アーツ     | 8.1%   |
| 175  | 11月24日 | 北アルプス山岳救助隊・紫門一鬼                             | 6                                                          | 髙嶋政宏          | 梓林太郎             | 瀧川晃代          | 中村金太   | テレパック             | 10.1%  |
| 176  | 12月1日  | 監察医・篠宮葉月 死体は語る                                | 5                                                          | 高島礼子          | 上野正彦             | 西岡琢也          | 吉田啓一郎 | 角川映画               | 9.0%   |
| 177  | 12月8日  | 不倫調査員・片山由美                                       | 6                                                          | 池上季実子        | 山村美紗             | 田中信哉          | 長尾啓司   | テレビ東京制作         | 8.9%   |
| 178  | 12月15日 | 刑事吉永誠一 涙の事件簿                                    | 2                                                          | 船越英一郎        | 黒川博行             | 田子明弘          | 赤羽博     | ホリプロ               | 12.2%  |
| 179  | 12月22日 | 時効 特命刑事 徳田左近                                     | 時効 特命刑事 徳田左近                                     | 西郷輝彦          | 西村寿行             | 岡芳郎            | 小田切正明 | 大映テレビ             | 7.4%   |

### 2005年
| 回数 | 放送日  | タイトル                                | 話数                                    | 主演              | 原作     | 脚本         | 監督       | 制作          | 視聴率 |
| ---- | ------- | --------------------------------------- | --------------------------------------- | ----------------- | -------- | ------------ | ---------- | ------------- | ------ |
| 180  | 1月12日 | 松本清張特別企画・黒い画集～紐          | 松本清張特別企画・黒い画集～紐          | 余貴美子          | 松本清張 | 田中晶子     | 松原信吾   | ナック 松竹   | 11.3%  |
| 181  | 1月19日 | 信濃のコロンボ事件ファイル              | 7                                       | 中村梅雀          | 内田康夫 | 佐伯俊道     | 江崎実生   | G・カンパニー | 10.4%  |
| 182  | 1月26日 | 密会の宿                                | 3                                       | 岡江久美子        | 佐野洋   | 深沢正樹     | 五木田亮一 | 国際放映      | 10.1%  |
| 183  | 2月2日  | 滝警部補の事件日誌 飛騨高山・殺意の追憶 | 滝警部補の事件日誌 飛騨高山・殺意の追憶 | 古谷一行          | 和久峻三 | 中野顕彰     | 吉本潤     | ユニオン映画  | 9.3%   |
| 184  | 2月23日 | 春子の潜入記                            | 1                                       | 泉ピン子          | 松山善三 | 難波江由紀子 | 荒井光明   | 国際放映      | 9.0%   |
| 185  | 3月2日  | 危険な童話                              | 危険な童話                              | 大地康雄          | 土屋隆夫 | 森下直       | 山田大樹   | IMAGICA DC21  | 8.4%   |
| 186  | 3月9日  | 京女刑事・真行寺メイ                    | 2                                       | 富田靖子          | 浅黄斑   | よしだあつこ | 黒沢直輔   | 松竹          | 7.8%   |
| 187  | 3月16日 | 警部補・鳴沢了～被弾～                  | 警部補・鳴沢了～被弾～                  | 渡瀬恒彦          | 堂場瞬一 | 坂田義和     | 吉田啓一郎 | 東北新社      | 8.3%   |
| 188  | 3月23日 | 猪熊夫婦の駐在日誌                      | 2                                       | 研ナオコ 地井武男 | 佐竹一彦 | 坂田義和     | 吉田啓一郎 | 角川映画      | 6.0%   |
| 189  | 3月30日 | 人情刑事・宮本清四郎 死を招く山百合     | 人情刑事・宮本清四郎 死を招く山百合     | 愛川欽也          | 笹沢左保 | 石倉保志     | 大井利夫   | アズバーズ    | 6.9%   |